# Metabiantes kosibaiensis
Metabiantes kosibaiensis is een hooiwagen uit de familie Biantidae.